# Suances
Suances ist eine Gemeinde in der spanischen Autonomen Region Kantabrien. Sie liegt am Kantabrischen Meer im Norden des Landes und verfügt über Strände.

## Orte
- Cortiguera
- Hinojedo
- Ongayo
- Puente Avíos
- Suances (Hauptstadt)
- Tagle

## Bevölkerungsentwicklung
| 1847        | 1900 | 1950 | 1991 | 2001 | 2011 |
| ----------- | ---- | ---- | ---- | ---- | ---- |
| 1558        | 2298 | 3124 | 5855 | 6573 | 8403 |
| Quelle: INE |      |      |      |      |      |

## Wirtschaft
Aufgrund der Strände und der Hotels ist Suances das wichtigste Zentrum des Tourismus an der zentralen Küste Kantabriens. Die touristische Saison beginnt im Juni und endet im Oktober.

## Partnerstädte
- Bassens (Gironde), Frankreich